# Svenska Bordshockeyförbundet
Svenska Bordshockeyförbundet, SBHF, är svensk bordshockeys nationella organisation. SBHF är organiserat i sju distrikt (2012). SBHF bildades 1987 i Göteborg och är medlem av International Table Hockey Federation (ITHF).